# Lee Yong-soo
Lee Yong-soo (Daegu, Corea japonesa, 13 de diciembre de 1928) es una ex mujer de consuelo de Corea del Sur. Yong-soo fue obligada a servir como esclava sexual durante la Segunda Guerra Mundial para el Ejército Imperial de Japón. Es una de las mujeres de consuelo más jóvenes que aún viven.

## Biografía
Yong-soo tenía 16 años cuando fue obligada a convertirse en una mujer de consuelo. En el momento en que fue capturada por un militar se encontraba recolectando caracoles con su amiga Bunsun, quien también fue raptada junto con Yong-soo. Fueron llevadas por tren y luego trasladadas a un barco en Anju-si. En el barco, que era comandado por una unidad kamikaze en el Condado de Hsinchu, Taiwán, fue violada por primera vez. Yong-soo recuerda haber sido forzada a tener relaciones sexuales con cuatro o cinco hombres por día en promedio y que no tenía ningún descanso, incluso cuando se encontraba menstruando. También ha dado testimonio de haber sido "torturada con electricidad, golpeada y cortada con un cuchillo por un soldado". Rápidamente aprendió que debía someterse para no ser torturada o golpeada. Yong-soo contó que nunca pensó en huir debido a que ignoraba completamente cómo abandonar esa zona incluso si lograba escapar. Además estaba aislada respecto de las demás mujeres de consuelo. Cuando terminó la guerra y pudo regresar a su hogar, su familia no quiso reconocerla debido a que no estaba en condiciones de acceder al matrimonio. Yong-soo estaba avergonzada de lo que le había sucedido y no tenía conciencia de que había otras mujeres que había sufrido la misma experiencia.
Yong-soo dio por primera vez testimonio de su experiencia en junio de 1992. Fue motivada por una conferencia de prensa que dio en televisión Kim Hak-sun, otra mujer que había sido esclavizada y sometida sexualmente por el Ejército Japonés. Yong-soo se registró entonces como mujer de consuelo ante el gobierno coreano. Fue la mujer número 29 en brindar testimonio acerca de su experiencia. Esta decisión le dio un propósito a su vida: "Pensaba que yo no valía nada. No hablaba de esto, y nadie me preguntaba. Hasta que la mujer apareció, yo no existía."
En 1996, Yong-soo asistió a la Universidad Nacional de Kyungpook donde obtuvo una maestría en 2001.
En 2006, Yong-soo prestó testimonio en el Tribunal Internacional de Crímenes de guerra Sobre la Esclavitud Sexual de la Mujer en el Japón, en Tokio, y más tarde compartió su historia en el Museo del Holocausto.
En 2007, habló frente a la sesión conjunta del Congreso de los Estados Unidos acerca de su experiencia durante la Segunda Guerra Mundial. Dijo entonces: "Yo soy una hija honorable de Corea, no soy una mujer de consuelo". Su experiencia en manos del Ejército Japonés fue descrita como "traumática"." Luego de su testimonio, el primer ministro de Japón, Shinzō Abe, negó la responsabilidad de su país y afirmó que la disculpa formal realizada por el Jefe de Gabinete del Japón en 1993 no era necesaria. No obstante, el resultado de su testimonio (sumado al de otras dos mujeres de consuelo) impulsó a la Cámara de Representantes a aprobar una resolución solicitando al gobierno japonés a ofrecer una disculpa formal a quienes habían sido esclavizadas como mujeres de consuelo. La resolución fue aprobada por unanimidad.
Los sectores de derecha en el gobierno japonés han intentado borrar la historia de las mujeres de consuelo. En 2014, Yong-soo se reunió con el Papa Francisco. Como católica practicante, Yong-soo guarda la esperanza de que el Papa puede aliviar su dolor.
En 2015, asistió a la muestra de arte de la Asamblea Nacional de Corea del Sur, realizada por otras mujeres de consuelo. Más tarde viajó a San Francisco, donde fue homenajeada por el concejo de la ciudad y donde solicitó a la ciudad la instalación de un monumento conmemorativo en honor a las exmujeres de consuelo. Fue invitada por el congresista por California Mike Honda en 2015. Yong-soo también participó en protestas en Estados Unidos en repudio a la vista del primer ministro Abe.
Yong-soo continúa participando de las manifestaciones que se realizan todos los miércoles frente a la embajada japonesa vistiendo un hanbok tradicional, para demostrar que ella es "una hija de la Dinastía Joseon. Soy una honorable coreana". Yong-soo agrega: "No quiero señalar que soy una mujer consuelo, que soy una víctima. En cambio, quiero impulsar soluciones para estar segura de que no habrá otras víctimas de la guerra como nosotras lo hemos sido." Afirma que no cejará hasta que el primer ministro Abe reconozca la veracidad de los testimonios que ella y otras mujeres han brindado.